# 오픈 XML 문서 규격
오픈 XML 문서 규격(Open XML Paper Specification, 줄여서 오픈XPS)은 페이지 기술 언어를 위한 규격으로, 마이크로소프트사가 본래 XML 문서 규격(XML Paper Specification, 줄여서 XPS)으로 개발한 고정 문서 포맷이기도 하다. 나중에 Ecma 인터내셔널은 이를 ECMA-388이라는 국제 표준으로 표준화하였다. XML 기반(더 정확히 말해 XAML 기반)의 규격이며 장치 독립과 해상도 독립을 지원하는 색 관리 벡터 기반 문서 포맷에 기반을 두고 있다. 오픈XPS는 2009년 6월 19일에 오픈 표준으로 표준화되었다.

## 표준화
2007년 7월 마이크로소프트는 XPS 규격을 Ecma 인터내셔널에 제출하였다.
2007년 6월에 Ecma 인터내셔널 기술 위원회 46 (TC46)은 오픈 XML 문서 규격 (오픈XPS) 기반의 표준 개발에 착수하였다.
부다페스트에서 열린 97회 총회에서 2009년 6월 16일에 Ecma 인터내셔널은 오픈 XML 규격, 곧 오픈XPS를 Ecma 표준 (ECMA-388)으로 승인하였다.
TC46의 멤버는 다음과 같다:
| - 오토데스크 - Brother Industries - 캐논 - 후지필름 - 후지쯔 - 글로벌 그래픽스 - 휴렛 패커드 | - 코니카 미놀타 - 렉스마크 - 마이크로소프트 - 모노타입 이미징 - Océ 테크놀로지스 - 페이지마크 테크놀로지 - 파나소닉/마츠시타 | - 퀄리티로직 - 리코 - 소프트웨어 이미징 - 도시바 - 제록스 - 조란 코퍼레이션 |

## 같이 보기
- XFDL